# Pyote, Texas
Pyote là một thị trấn thuộc quận Ward, tiểu bang Texas, Hoa Kỳ. Năm 2010, dân số của thị trấn này là 114 người.

## Dân số
- Dân số năm 2000: 131 người.
- Dân số năm 2010: 114 người.